# Stylidium yilgarnense
Stylidium yilgarnense är en tvåhjärtbladig växtart som beskrevs av Ernst Georg Pritzel. Stylidium yilgarnense ingår i släktet Stylidium och familjen Stylidiaceae. Inga underarter finns listade i Catalogue of Life.